# Нюстрём, Йоаким
Йоаким Нюстрём (швед. Joakim Nyström; р. 20 февраля 1963, Шеллефтео) — шведский профессиональный теннисист и теннисный тренер, победитель Уимблдонского турнира 1986 года в мужском парном разряде и трёхкратный обладатель Кубка Дэвиса в составе сборной Швеции.

## Игровая карьера

### Начало карьеры
В детстве Йоаким Нюстрём увлекался хоккеем, лишь позднее переключившись на теннис. В 1980 году он выиграл два крупных международных юношеских турнира, в том числе Orange Bowl — один из самых престижных юниорских теннисных титулов. С начала 1981 года он уже выступал как профессионал и вышел во второй круг на Уимблдоне, а затем в полуфиналы грунтовых турниров теннисного Гран-при в Бостаде и Женеве. На следующий год в марте он сыграл свой первый матч в составе сборной Швеции в Кубке Дэвиса, выйдя на замену в уже ничего не решавшей игре третьего дня против команды СССР и уступив Константину Пугаеву. В дальнейшем в том же сезоне он дошёл до четвёртого круга на Открытом чемпионате Франции, а в Бостаде на Открытом чемпионате Швеции добрался в паре с Матсом Виландером до своего первого финала в турнирах Гран-при.
Первые титулы в турнирах Гран-при Нюстрём завоевал в 1983 году, сначала победив с Виландером в Бостаде (интересно, что в финале против них играла та же шведская пара, что и год назад, — Ханс Симонссон и Андерс Яррид), а в конце года выиграв в одиночном разряде турнир в Сиднее. К этому моменту он уже входил в число 50 лучших теннисистов мира после выхода в финал турнира Гран-при в Мюнхене и четвёртый круг Открытого чемпионата США и Открытого чемпионата Австралии. На Открытом чемпионате Австралии он также дошёл до четвертьфинала в паре с Виландером, победив посеянных первыми Джона Макинроя и Питера Флеминга. Вскоре после победы в Сиднее он стал участником финального матча Кубка Дэвиса с командой Австралии, но проиграл обе своих встречи Джону Фицджеральду и Пэту Кэшу, и шведы в итоге уступили со счётом 3-2.

### Пик карьеры
1984 год Нюстрём начал с победы в матче первого круга Кубка Дэвиса против команды Эквадора. Больше он в играх Кубка Дэвиса в этом году не участвовал, и сборная без него дошла до финала и завоевала свой второй за историю кубок. Сам же Нюстрём выиграл за этот сезон четыре турнира Гран-при в одиночном разряде. В начале октября на турнире в Барселоне он нанёс первое в своей карьере поражение сопернику из первой десятки рейтинга АТР — седьмой ракетке мира Джимми Ариасу, — а менее через месяц, после победы в Базеле на чемпионате Швейцарии в помещениях, уже и сам вошёл в число десяти сильнейших теннисистов мира. В конце года он принял участие в турнире «Мастерс» — итоговом соревновании года между сильнейшими профессионалами мира — и дошёл до четвертьфинала, где проиграл второй ракетке мира Ивану Лендлу. В парах он выступал не столь ровно и только дважды выходил в финал, но в одном из случаев это был финал Открытого чемпионата Австралии. На этом турнире они с Виландером, будучи посеяны лишь четырнадцатыми, пробились в финал после побед над шестой и четвёртой парами турнира, чтобы в итоге проиграть первой паре Стюарт-Эдмондсон.
1985 год принёс Нюстрёму по два титула на турнирах Гран-при в одиночном и парном разрядах. Ещё по разу он проигрывал в финалах, а на турнирах Большого шлема трижды за сезон — во Франции, США и Австралии — дошёл в паре с Виландером до полуфинала, завершив сезон в двадцатке сильнейших теннисистов мира в одиночном разряде и в десятке — в парном. Среди наиболее ярких достижений в одиночном разряде была победа в турнире в Далласе над первой ракеткой мира — Джоном Макинроем, дважды за сезон затем отыгравшимся в четвертьфиналах Открытого чемпионата Франции и Открытого чемпионата США. Финальным аккордом сезона стали победа в финале Кубка Дэвиса над сборной ФРГ в Мюнхене и выход в паре с Виландером в финал турнира Мастерс, отложенного на середину января следующего календарного года.
1986 год стал для Нюстрёма самым успешным в карьере. Начав его с выхода в финал турнира Мастерс в парном разряде, он выиграл с февраля по апрель пять турниров в одиночном разряде, включая престижные турниры в Калифорнии и Монте-Карло. На турнире в Калифорнии он победил последовательно трёх соседей по первой десятке рейтинга — пятую ракетку мира Бориса Беккера, четвёртую ракетку мира Джимми Коннорса и седьмую ракетку мира Янника Ноа; позже в Роттердаме он победил в финале Яррида, на тот момент девятого в мире, а в Монте-Карло Эдберга, занимавшего в рейтинге шестую строчку, и снова Ноа. В составе сборной он одержал четыре победы в четырёх играх над соперниками из команд Дании и Италии. Вторая половина года в одиночном разряде прошла менее успешно, и лучшим её результатом стал второй подряд выход в четвертьфинал Открытого чемпионата США, где посеянный седьмым Нюстрём проиграл Милославу Мечиржу, занимающему место во второй десятке рейтинга. Успехи в парном разряде оказались распределены по сезону более ровно и включали четыре победы в турнирах с четырьмя разными партнёрами, в том числе выигранный в паре с Виландером Уимблдонский турнир. Посеянные седьмыми Виландер и Нюстрём переиграли в четвертьфинале вторую пару турнира Сегусо-Флэк, а в полуфинале посеянных шестыми Пола Аннакона и Кристо ван Ренсбурга, победив на пути к титулу также 9-ю и 12-ю посеянные пары. Также в паре с Виландером Нюстрём дошёл на Открытом чемпионате США до третьего за карьеру финала турнира Большого шлема, но на этот раз их соперники в финале — Андрес Гомес и Слободан Живоинович — сумели остаться победителями в пятисетовом поединке. В конце года Нюстрём, по ходу сезона поднявшийся на рекордные для себя места в одиночном и парном рейтинге и заработавший больше 800 тысяч долларов, принял участие в турнире Мастерс как в одиночном разряде, так и в паре с Виландером, но в обоих случаях не сумел выйти из отборочной группы.

### Окончание карьеры
На следующий год Нюстрём не смог удержаться в своей лучшей форме. За сезон он только по два раза пробивался в финал турниров Гран-при в одиночном и парном разрядех и завоевал только один титул — победителя Открытого чемпионата Швеции в одиночном разряде. В турнирах Большого шлема его лучшими результатами стали выход в четвёртый круг в одиночном разряде фо Франции и в четвертьфинал в парном разряде там же и в США (оба раза с они Виландером проигрывали соперникам, посеянным ниже них). Тем не менее он сумел закончить год в двадцатке сильнейших в одиночном разряде и на подступах к ней в парном. Утешением в конце года стала победа со сборной в финале Кубка Дэвиса над командой Индии. В своём последнем матче за сборную Нюстрём в паре с Виландером переиграл Виджая и Ананда Амритраджей и завоевал свой третий Кубок Дэвиса (учитывая 1984 год, когда в финале сборная победила без его участия).
В 1988 году Нюстрём уже не доходил до финалов в одиночном разряде, а в парах сумел сделать это ещё дважды, один раз — на турнире в Бордо — одержав победу. Ближе к концу года у него начались проблемы с коленом, продолжившиеся и в следующем сезоне. В итоге он сумел за 1989 год выиграть только четыре встречи в одиночном разряде, закончив его в середине четвёртой сотни рейтинга. В парах в этот год он почти не выступал, хотя и успел выиграть с Магнусом Ларссоном турнир класса «челленджер» в Мессине. По окончании этого сезона Нюстрём завершил игровую карьеру.

## Тренерская карьера
По окончании активной игровой карьеры Нюстрём работает тренером. Он был капитаном сборной Швеции в Кубке Дэвиса, а позже на протяжении семи лет входил в тренерскую бригаду сборной, когда капитаном стал Матс Виландер. Позже он стал консультантом сборной Австрии. Среди теннисистов, тренировавшихся у Нюстрёма, — австриец Юрген Мельцер и финн Яркко Ниеминен.

## Участие в финалах профессиональных турниров за карьеру

### Одиночный разряд (18)

#### Победы (13)
| №   | Дата        | Турнир                        | Покрытие | Соперник в финале | Счёт в финале      |
| --- | ----------- | ----------------------------- | -------- | ----------------- | ------------------ |
| 1.  | 12 сен 1983 | Сидней, Австралия             | Трава    | Майк Бауэр        | 2-6, 6-3, 6-1      |
| 2.  | 9 июл 1984  | Гштад, Швейцария              | Грунт    | Брайан Тичер      | 6-4, 6-2           |
| 3.  | 30 июл 1984 | Норт-Конвей, Нью-Гэмпшир, США | Грунт    | Тим Уилкисон      | 6-2, 7-5           |
| 4.  | 8 окт 1984  | Базель, Швейцария             | Хард (i) | Тим Уилкисон      | 6-3, 3-6, 6-4, 6-2 |
| 5.  | 15 окт 1984 | Кёльн, ФРГ                    | Хард (i) | Милослав Мечирж   | 7-6, 6-2           |
| 6.  | 6 апр 1985  | Мюнхен, ФРГ                   | Грунт    | Ганс Швайер       | 6-1, 6-0           |
| 7.  | 8 июл 1985  | Гштад (2)                     | Грунт    | Андреас Маурер    | 6-4, 1-6, 7-5, 6-3 |
| 8.  | 3 фев 1986  | Торонто, Канада               | Ковёр    | Милан Шрейбер     | 6-1, 6-4           |
| 9.  | 24 фев 1986 | Ла-Квинта, Калифорния, США    | Хард     | Янник Ноа         | 6-1, 6-3, 6-2      |
| 10. | 24 мар 1986 | Роттердам, Нидерланды         | Ковёр    | Андерс Яррид      | 6-0, 6-3           |
| 11. | 21 апр 1986 | Монте-Карло, Монако           | Грунт    | Янник Ноа         | 6-3, 6-2           |
| 12. | 28 апр 1986 | Мадрид, Испания               | Грунт    | Кент Карлссон     | 6-1, 6-1           |
| 13. | 27 июл 1987 | Бостад, Швеция                | Грунт    | Стефан Эдберг     | 4-6, 6-0, 6-3      |

#### Поражения (5)
| №  | Дата        | Турнир             | Покрытие | Соперник в финале | Счёт в финале           |
| -- | ----------- | ------------------ | -------- | ----------------- | ----------------------- |
| 1. | 16 мая 1983 | Мюнхен, ФРГ        | Грунт    | Томаш Шмид        | 0-6, 3-6, 6-4, 6-2, 5-7 |
| 2. | 1 окт 1984  | Барселона, Испания | Грунт    | Матс Виландер     | 6-7, 4-6, 6-0, 2-6      |
| 3. | 9 сен 1985  | Палермо, Италия    | Грунт    | Тьерри Тулан      | 2-6, 0-6                |
| 4. | 10 мар 1986 | Милан, Италия      | Ковёр    | Иван Лендл        | 2-6, 2-6, 4-6           |
| 5. | 2 фев 1987  | Лион, Франция      | Ковёр    | Янник Ноа         | 4-6, 5-7                |

### Парный разряд (20)

#### Победы (8)
| №  | Дата        | Турнир                              | Покрытие | Партнёр         | Соперники в финале              | Счёт в финале |
| -- | ----------- | ----------------------------------- | -------- | --------------- | ------------------------------- | ------------- |
| 1. | 11 июл 1983 | Бостад, Швеция                      | Грунт    | Матс Виландер   | Ханс Симонссон Андерс Яррид     | 1-6, 7-6, 7-6 |
| 2. | 21 янв 1985 | Филадельфия, США                    | Ковёр    | Матс Виландер   | Сэнди Майер Войцех Фибак        | 3-6, 6-2, 6-2 |
| 3. | 9 сен 1985  | Палермо, Италия                     | Грунт    | Колин Даудсвелл | Серхио Касаль Эмилио Санчес     | 6-4, 6-7, 7-6 |
| 4. | 3 фев 1986  | Торонто, Канада                     | Ковёр    | Войцех Фибак    | Дани Виссер Кристо Стейн        | 6-3, 7-6      |
| 5. | 28 апр 1986 | Мадрид, Испания                     | Грунт    | Андерс Яррид    | Давид де Мигель Хесус Колас     | 6-2, 6-2      |
| 6. | 23 июн 1986 | Уимблдонский турнир, Великобритания | Трава    | Матс Виландер   | Гэри Доннелли Питер Флеминг     | 7-6, 6-3, 6-3 |
| 7. | 22 сен 1986 | Барселона, Испания                  | Грунт    | Ян Гуннарссон   | Карлос ди Лаура Клаудио Панатта | 6-3, 6-4      |
| 8. | 25 июл 1988 | Бордо, Франция                      | Грунт    | Клаудио Панатта | Кристиан Миниусси Диего Наргисо | 6-1, 6-4      |

#### Поражения (12)
| №   | Дата        | Турнир                                 | Покрытие | Партнёр         | Соперники в финале               | Счёт в финале           |
| --- | ----------- | -------------------------------------- | -------- | --------------- | -------------------------------- | ----------------------- |
| 1.  | 12 июл 1982 | Бостад, Швеция                         | Грунт    | Матс Виландер   | Ханс Симонссон Андерс Яррид      | 6-0, 3-6, 6-7           |
| 2.  | 19 сен 1983 | Женева, Швейцария                      | Грунт    | Матс Виландер   | Станислав Бирн Блейн Уилленборг  | 1-6, 6-2, 3-6           |
| 3.  | 15 окт 1984 | Кёльн, ФРГ                             | Хард (i) | Ян Гуннарссон   | Сэнди Майер Войцех Фибак         | 1-6, 3-6                |
| 4.  | 26 ноя 1984 | Открытый чемпионат Австралии, Мельбурн | Трава    | Матс Виландер   | Шервуд Стюарт Марк Эдмондсон     | 2-6, 2-6, 5-7           |
| 5.  | 19 авг 1985 | Цинциннати, США                        | Хард     | Матс Виландер   | Стефан Эдберг Андерс Яррид       | 6-4, 2-6, 3-6           |
| 6.  | 14 янв 1986 | Мастерс, Нью-Йорк, США                 | Ковёр    | Матс Виландер   | Стефан Эдберг Андерс Яррид       | 1-6, 6-7                |
| 7.  | 21 апр 1986 | Монте-Карло, Монако                    | Грунт    | Матс Виландер   | Янник Ноа Ги Форже               | 4-6, 6-3, 4-6           |
| 8.  | 7 июл 1986  | Гштад, Швейцария                       | Грунт    | Стефан Эдберг   | Серхио Касаль Эмилио Санчес      | 3-6, 6-3, 3-6           |
| 9.  | 26 авг 1986 | Открытый чемпионат США, Нью-Йорк       | Хард     | Матс Виландер   | Андрес Гомес Слободан Живоинович | 6-4, 3-6, 3-6, 6-4, 3-6 |
| 10. | 6 июл 1987  | Бостон, США                            | Грунт    | Матс Виландер   | Ганс Гильдемайстер Андрес Гомес  | 6-7, 6-3, 1-6           |
| 11. | 13 июл 1987 | Индианаполис, США                      | Грунт    | Матс Виландер   | Блейн Уилленборг Лори Уордер     | 0-6, 3-6                |
| 12. | 1 авг 1988  | Кицбюэль, Австрия                      | Грунт    | Клаудио Панатта | Серхио Касаль Эмилио Санчес      | 4-6, 6-7                |

### Кубок Дэвиса (2-1)
| Результат | Год  | Место проведения    | Команда                                                | Соперник                                                   | Счёт |
| --------- | ---- | ------------------- | ------------------------------------------------------ | ---------------------------------------------------------- | ---- |
| Поражение | 1983 | Мельбурн, Австралия | Швеция М. Виландер, Й. Нюстрём, Х. Симонссон, А. Яррид | Австралия П. Кэш, П. Макнами, Д. Фицджеральд, М. Эдмондсон | 2-3  |
| Победа    | 1985 | Мюнхен, ФРГ         | Швеция М. Виландер, Й. Нюстрём, С. Эдберг              | ФРГ Б. Беккер, М. Вестфаль, А. Маурер                      | 3-2  |
| Победа    | 1987 | Гётеборг, Швеция    | Швеция М. Виландер, Й. Нюстрём, А. Яррид               | Индия А. Амритрадж, В. Амритрадж, Р. Кришнан               | 5-0  |

## Статистика участия в центральных теннисных турнирах за карьеру

### Одиночный разряд
| Турнир                       | 1981 | 1982 | 1983 | 1984 | 1985 | 1986 | 1987 | 1988 | 1989 | Итого | В/П за карьеру |
| ---------------------------- | ---- | ---- | ---- | ---- | ---- | ---- | ---- | ---- | ---- | ----- | -------------- |
| Открытый чемпионат Франции   | 1К   | 4К   | 3К   | 2К   | 1/4  | 1К   | 4К   | 3К   | НУ   | 0 / 8 | 15-8           |
| Уимблдонский турнир          | 2К   | 1К   | НУ   | 2К   | 3К   | 3К   | 3К   | 3К   | НУ   | 0 / 7 | 10-7           |
| Открытый чемпионат США       | НУ   | НУ   | 4К   | 4К   | 1/4  | 1/4  | 2К   | 1К   | НУ   | 0 / 6 | 15-6           |
| Открытый чемпионат Австралии | 1К   | НУ   | 4К   | 4К   | 4К   | -    | НУ   | НУ   | 1К   | 0 / 5 | 7-5            |
| Мастерс                      | НУ   | НУ   | НУ   | 1/4  | 1К   | Гр   | НУ   | НУ   | НУ   | 0 / 3 | 2-4            |
| Рейтинг в конце года         | -    | -    | 27   | 11   | 11   | 7    | 16   | 69   | 331  | -     | -              |

### Парный разряд
| Турнир                       | 1981 | 1982 | 1983 | 1984 | 1985 | 1986 | 1987 | 1988 | 1989 | Итого | В/П за карьеру |
| ---------------------------- | ---- | ---- | ---- | ---- | ---- | ---- | ---- | ---- | ---- | ----- | -------------- |
| Открытый чемпионат Франции   | НУ   | НУ   | 2К   | 2К   | 1/2  | НУ   | 1/4  | 3К   | НУ   | 0 / 5 | 11-5           |
| Уимблдонский турнир          | НУ   | НУ   | НУ   | 2К   | 1К   | П    | 2К   | НУ   | НУ   | 1 / 4 | 8-3            |
| Открытый чемпионат США       | НУ   | НУ   | 2К   | 1К   | 1/2  | Ф    | 1/4  | 2К   | НУ   | 0 / 6 | 14-6           |
| Открытый чемпионат Австралии | НУ   | НУ   | 1/4  | Ф    | 1/2  | -    | НУ   | НУ   | 1К   | 0 / 4 | 9-4            |
| Мастерс                      | НУ   | НУ   | НУ   | НУ   | Ф    | Гр   | НУ   | НУ   | НУ   | 0 / 2 | 2-4            |
| Рейтинг в конце года         | -    | 146  | 49   | 62   | 9    | 5    | 24   | 33   | 369  | -     | -              |